# Sociedade comunista

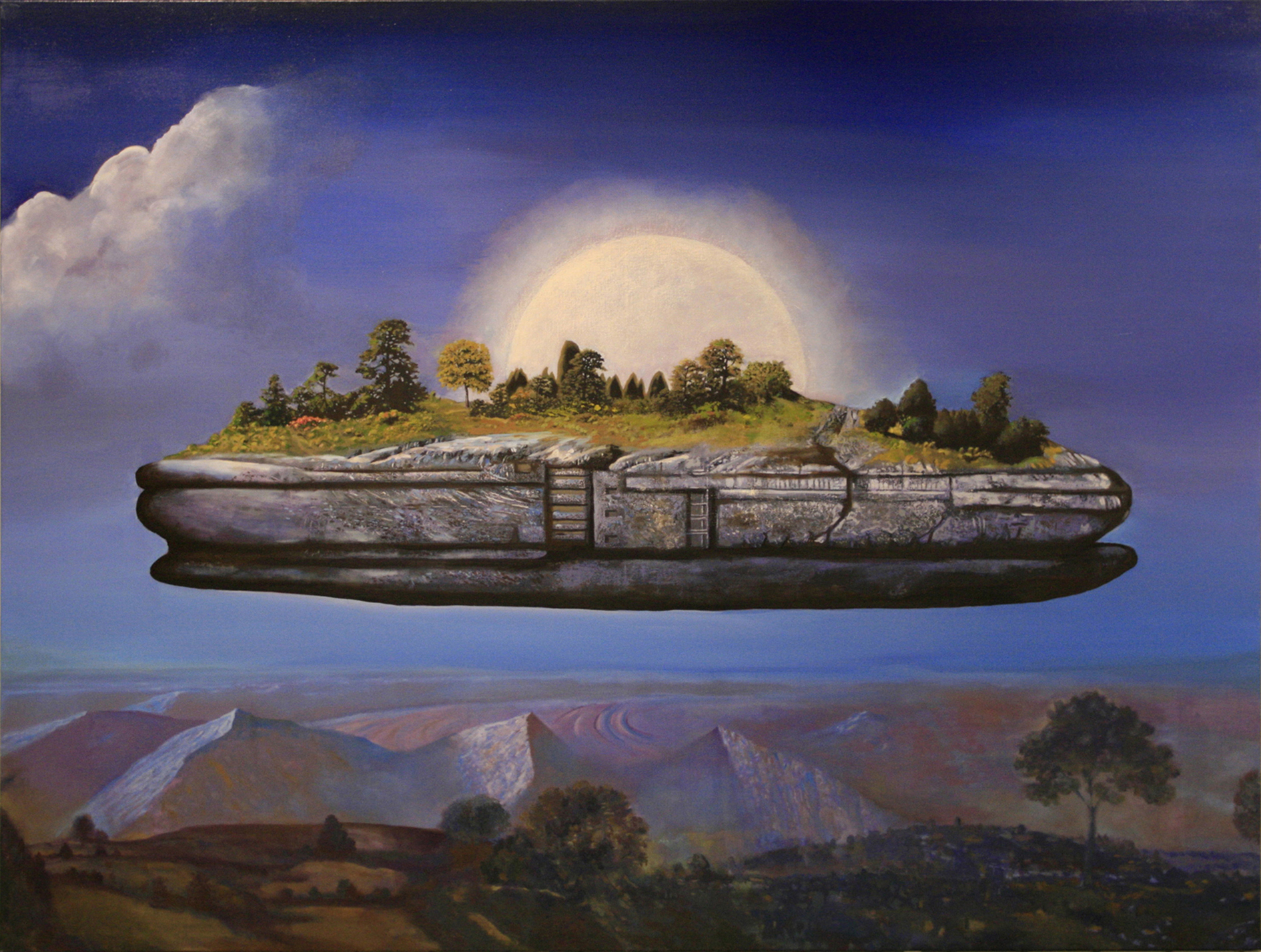
Imagem de uma utopia

No pensamento marxista, uma sociedade comunista ou o sistema comunista é um tipo de sociedade e de sistema económico postulado para emergir dos avanços tecnológicos nas forças produtivas, é caracterizada pela propriedade comum com livre acesso aos meios de produção, aos artigos de consumo e, sem a existência de divisão em classes e sem Estado, implicando o fim da exploração do trabalho. Representando o objetivo supremo da ideologia política do comunismo.
O comunismo é uma etapa específica do desenvolvimento sócio-económico baseado numa superabundância de riqueza material, que se postula surgir dos avanços da tecnologia de produção e das correspondentes mudanças nas relações sociais de produção. Isto permitiria uma distribuição baseada na necessidade e relações sociais baseadas em indivíduos livremente associados.
O termo sociedade comunista deve ser distinguido do conceito ocidental de Estado comunista, referindo-se este último a um Estado governado por um partido que professa o Marxismo-Leninismo ou uma das suas variações.

## Aspetos económicos
Um sistema económico comunista seria caracterizado por uma tecnologia produtiva avançada que permite a abundância material, que por sua vez permitiria a distribuição livre da maior parte ou de toda a produção económica e a detenção dos meios de produção desta produção em comum. A este respeito, o comunismo diferencia-se do socialismo, o que, por necessidade económica, restringe o acesso a artigos de consumo e serviços com base na contribuição de cada um.
Em contraste com os sistemas económicos anteriores, o comunismo seria caracterizado pela posse de recursos naturais e meios de produção em comum, em vez de serem propriedade privada (como no caso do capitalismo) ou propriedade de organizações públicas, ou cooperativas que restringem o seu acesso de forma semelhante (como no caso do socialismo). Neste sentido, o comunismo envolve a "negação da propriedade" enquanto haveria pouca lógica económica para o controlo exclusivo dos bens de produção num ambiente de abundância material.
O sistema económico comunista plenamente desenvolvido é postulado para se desenvolver a partir de um sistema socialista anterior. Marx defendia que o socialismo - um sistema baseado na propriedade social dos meios de produção - permitiria o progresso no sentido do desenvolvimento de um comunismo plenamente desenvolvido através do avanço da tecnologia produtiva. Sob o socialismo, com os seus crescentes níveis de automatização, uma proporção crescente de bens seria distribuída livremente.

## Aspetos sociais

### Individualidade, liberdade e criatividade
Na realidade, o reino da liberdade só começa onde o trabalho que é determinado pela necessidade e considerações mundanas cessa; assim, na própria natureza das coisas, está para além da esfera da produção material real.

—O Capital, Volume III, 1894
Uma sociedade comunista libertaria os indivíduos de longas horas de trabalho, primeiro automatizando a produção a ponto de reduzir a duração média da jornada de trabalho e, segundo, eliminando a exploração inerente à divisão entre trabalhadores e proprietários. Um sistema comunista libertaria assim os indivíduos da alienação no sentido de terem a sua vida estruturada em torno da sobrevivência (fazer um salário ou vencimento num sistema capitalista), o que Marx referiu como uma transição do "reino da necessidade" para o "reino da liberdade". Como resultado, uma sociedade comunista é vista como sendo composta por uma população intelectualmente inclinada, com tempo e recursos para prosseguir os seus passatempos criativos e interesses genuínos, e para contribuir para uma riqueza social criativa desta forma. Karl Marx considerou "verdadeira riqueza" a quantidade de tempo que se tem à sua disposição para perseguir as suas paixões criativas. A noção de comunismo de Marx é, desta forma, radicalmente individualista.
O conceito de Marx do "reino da liberdade" vai de mãos dadas com a sua ideia do fim da divisão do trabalho, que não seria necessária numa sociedade com uma produção altamente automatizada e papéis de trabalho limitados. Numa sociedade comunista, a necessidade e as relações económicas deixariam de determinar as relações culturais e sociais. À medida que a escassez fosse eliminada, o trabalho alienado cessaria e as pessoas seriam livres de perseguir os seus objetivos individuais. Além disso, crê-se que o princípio de "de cada um de acordo com a sua capacidade, a cada um de acordo com as suas necessidades" poderia ser cumprido devido à escassez ser inexistente.

### Política, lei e governança
Marx e Engels defenderam que uma sociedade comunista não teria necessidade do Estado, tal como existe na sociedade capitalista contemporânea. O Estado capitalista existe principalmente para impor relações económicas hierárquicas, para impor o controlo exclusivo da propriedade, e para regular atividades económicas capitalistas - tudo isto seria inaplicável a um sistema comunista.
Engels observou que num sistema socialista a função primária das instituições públicas passará de ser sobre a criação de leis e o controlo das pessoas para um papel técnico como administrador dos processos técnicos de produção, com uma diminuição do âmbito da política tradicional, uma vez que a administração científica ultrapassa o papel da tomada de decisões políticas. A sociedade comunista é caracterizada por processos democráticos, não apenas no sentido da democracia eleitoral, mas no sentido mais amplo de ambientes sociais e de trabalho abertos e colaborativos.
Marx nunca especificou explicitamente se pensava ou não que uma sociedade comunista seria justa; outros pensadores especularam que ele pensava que o comunismo transcenderia a justiça e criaria uma sociedade sem conflitos, portanto, sem a necessidade de regras de justiça.

### Etapas de transição
Marx também escreveu que entre a sociedade capitalista e a comunista, haveria um período transitório conhecido como a ditadura do proletariado. Durante esta fase precedente de desenvolvimento da sociedade, as relações económicas capitalistas seriam gradualmente abolidas e substituídas pelo socialismo. Os recursos naturais tornar-se-iam propriedade pública, enquanto todos os centros de produção e locais de trabalho passariam a ser propriedade social e geridos democraticamente. A produção seria organizada por avaliação e planeamento científicos, eliminando assim aquilo a que Marx chamou a "anarquia na produção". O desenvolvimento das forças produtivas levaria à marginalização do trabalho humano na maior medida possível, a ser gradualmente substituído por trabalho automatizado.[carece de fontes?]

## Código aberto e produção em pares
Muitos aspetos de uma economia comunista surgiram nas últimas décadas sob a forma de software e hardware de código aberto, onde o código-fonte e, portanto, os meios de produção de software são mantidos em comum e livremente acessíveis a todos; e aos processos de produção entre pares, onde os processos de trabalho colaborativo produzem software livremente disponível que não depende da avaliação monetária.[carece de fontes?]
Ray Kurzweil postula que os objetivos do comunismo serão realizados por desenvolvimentos tecnológicos avançados no século XXI, onde a intersecção de baixos custos de fabrico, abundância material e filosofias de design de fonte aberta permitirá a realização da máxima "De cada qual, segundo a sua a capacidade; a cada qual, segundo as suas as necessidades".

## Na ideologia soviética
O sistema económico comunista foi oficialmente enumerado como o objetivo final do Partido Comunista da União Soviética na sua plataforma partidária. De acordo com o Programa do PCUS de 1986:
O comunismo é um sistema social sem classes, com uma forma de propriedade pública dos meios de produção e com plena igualdade social de todos os membros da sociedade. Sob o comunismo, o desenvolvimento integral das pessoas será acompanhado pelo crescimento das forças produtivas com base no progresso contínuo da ciência e da tecnologia, todas as fontes de riqueza social fluirão abundantemente, e o grande princípio "De cada qual, segundo a sua capacidade; a cada qual, segundo as suas necessidades" será implementado. O comunismo é uma sociedade altamente organizada de trabalhadores livres e socialmente conscientes, uma sociedade em que a autogovernação pública será estabelecida, uma sociedade em que o trabalho para o bem da sociedade se tornará a principal exigência vital de todos, uma necessidade obviamente reconhecida, e a capacidade de cada pessoa será empregada para o maior benefício do povo.

A base material e técnica do comunismo pressupõe a criação daquelas forças produtivas que abrem oportunidades para a plena satisfação das exigências razoáveis da sociedade e do indivíduo. Todas as atividades produtivas sob o comunismo serão baseadas na utilização de instalações técnicas e tecnologias altamente eficientes, e a interação harmoniosa do homem e da natureza será assegurada.
Na fase mais elevada do comunismo, o carácter diretamente social do trabalho e da produção tornar-se-á firmemente estabelecido. Através da completa eliminação dos restos da antiga divisão do trabalho e das diferenças sociais essenciais a ela associadas, o processo de formação de uma sociedade socialmente homogénea será completado.
O comunismo significa a transformação do sistema de autogoverno socialista pelo povo, da democracia socialista na mais alta forma de organização da sociedade: o autogoverno público comunista. Com o amadurecimento das condições socioeconómicas e ideológicas necessárias e o envolvimento de todos os cidadãos na administração, o Estado socialista - dadas as condições internacionais adequadas - tornar-se-á, como Lenine observou, cada vez mais uma forma de transição "de um Estado para um não Estado". As actividades dos organismos estatais tornar-se-ão de natureza não política, e a necessidade do Estado como instituição política especial desaparecerá gradualmente.
A característica inalienável do modo de vida comunista é um elevado nível de consciência, atividade social, disciplina e autodisciplina dos membros da sociedade, em que a observância das regras de conduta comunista, geralmente aceites, se tornará uma necessidade e hábito interior de cada pessoa.

O comunismo é um sistema social sob o qual o livre desenvolvimento de cada um é uma condição para o livre desenvolvimento de todos.
Na teoria política de Vladimir Lenin, uma sociedade sem classes seria uma sociedade controlada pelos produtores diretos, organizada para produzir de acordo com objetivos socialmente geridos. Tal sociedade, sugeriu Lenin, desenvolveria hábitos que gradualmente tornariam desnecessária a representação política, já que a natureza radicalmente democrática dos Sovietes levaria os cidadãos a concordar com o estilo de gestão dos representantes. Só neste ambiente, sugeriu Lenin, o Estado poderia definhar, dando início a um período de comunismo, sem Estado.
Na ideologia soviética, os conceitos de Marx das "fases inferior e superior do comunismo" articulados na Crítica ao Programa de Gotha foram reformulados como as fases do "socialismo" e do "comunismo". O Estado soviético afirmou ter iniciado a fase de "construção socialista" durante a implementação dos primeiros Planos Quinquenais durante a década de 1930, que introduziu uma economia centralizada, nacionalizada/coletivizada. O Programa do Partido Comunista da União Soviética de 1962, publicado sob a liderança de Nikita Khrushchev, afirmava que o socialismo fora firmemente estabelecido na URSS, e que o Estado iria agora progredir para a "construção em larga escala do comunismo", embora isto possa ser entendido como uma referência aos "fundamentos técnicos" do comunismo, mais do que ao definhamento do Estado e à divisão do trabalho por si mesmo. No entanto, mesmo na edição final do seu programa antes da dissolução do partido, o PCUS não afirmou ter estabelecido plenamente o comunismo, mas sim que a sociedade passava por um processo de transição muito lenta e gradual.